# Stefán Karl Stefánsson
Stefán Karl Stefánsson (født 10. juli 1975, død 21. august 2018) var en islandsk skuespiller og komiker. Han var mest kendt som skurken Robbie Rotten i børneserien LazyTown, der blev sendt på Nickelodeon.
I oktober 2016 offentliggjorde han, at han havde fået kræft i galdegangen. Året efter blev han opereret for at fjerne kræften, men senere på året oplyste han, at sygdommen var blusset op igen og ikke kunne bortopereres.